# Ferula tenuisecta
Ferula tenuisecta är en flockblommig växtart som beskrevs av Jevgenij Korovin. Ferula tenuisecta ingår i släktet stinkflokesläktet, och familjen flockblommiga växter. Inga underarter finns listade i Catalogue of Life.